# 金濂
金 濂（きん れん、1392年 - 1454年）は、明代の官僚・政治家。字は宗瀚。本貫は西安府商州山陽県。

## 生涯
1418年（永楽16年）、進士に及第し、監察御史に任じられた。宣徳初年、広東巡按をつとめ、清廉有能で知られた。江西巡按や浙江巡按をつとめた。反乱者を捕らえることができず、罪に問われて免官された。反乱者が捕らえられると、官に復帰した。金濂は州県の官吏が貪欲で腐敗しているとして、按察司・巡按御史で有能な者に対して遣使して労うよう言上し、宣徳帝に聞き入れられた。1432年（宣徳7年）、金濂は陝西按察副使に転じた。
1436年（正統元年）、金濂は衛所の欠員となっている官を補充し、寧夏の守兵を増員し、漢中鎮守都指揮使を設置するよう求める上書をおこなって、その意見の多くは施行された。1438年（正統3年）、右僉都御史に抜擢され、参賛寧夏軍務をつとめた。寧夏には古くから五渠があったが、鳴沙洲・七星漢・伯石灰の三渠は泥で塞がっていた。金濂はこれを浚渫して、1300頃あまりの荒廃した農地を灌漑するよう請願した。1441年（正統6年）、金濂は都察院に召還され、僉都御史の盧睿が代わって寧夏に出向した。1442年（正統7年）5月、盧睿が召還されると、金濂は再び寧夏に出向した。7月、参賛寧夏軍務のまま右副都御史に進んだ。
1443年（正統8年）8月、金濂は刑部尚書に任じられ、英宗の経学の講義に近侍した。1446年（正統11年）、安郷伯張安が弟と禄を争い、英宗の詔により逮捕糾明が命じられた。刑部と都察院と戸部とがお互いに仕事を押し付け合ったため、御史や給事中たちが金濂と戸部尚書の王佐・右都御史の陳鎰・刑部侍郎の丁鉉・馬昂、副都御史の丁璿・程富らを弾劾し、ともに獄に下された。数日して釈放された。
1448年（正統13年）8月、福建で鄧茂七らが反乱を起こすと、都督の劉聚や都御史の張楷がその鎮圧に向かったが、平定することができなかった。11月、寧陽侯陳懋らが大軍を率いて鄧茂七の乱の討伐に赴き、金濂はその下で参賛軍務をつとめた。1449年（正統14年）2月、御史の丁瑄が反乱軍を延平県で撃破し、鄧茂七は戦死した。反乱軍の残党は鄧茂七の兄の子の鄧伯孫を擁して九龍山に拠り、官軍に抵抗していた。金濂は諸将と図って、弱兵で反乱軍を誘い出し、精兵を伏せ、反乱軍の塁に入って、鄧伯孫を捕らえた。英宗は張楷を浙江の反乱討伐に異動させ、金濂を福建に留めて鄧茂七の乱の残党を討たせた。土木の変で英宗がオイラトに連行されると、金濂は北京に召還された。御史や給事中たちに弾劾されたが、景泰帝に不問に付され、太子賓客の位を加えられ、二官の俸給を受け取った。11月、戸部尚書に転じ、太子太保の位を加えられた。
ときに四方で軍事行動があり、軍用の食糧の需要が急増したため、金濂は節約の便宜十六事を上書した。英宗が帰国すると、オイラトのエセン・ハーンは明に遣使して以前のような通交を求めてきたが、景泰帝の絶交の意思は堅かった。金濂は上疏して諫めたが、聞き入れられなかった。1451年（景泰2年）、天下の租税の十分の三を免除する詔が出されたが、金濂は官吏に命じて米麦の負担を減らしただけで、銀や布帛の徴収は従来通りおこなわせた。1452年（景泰3年）2月、給事中の李侃や御史の王允らに弾劾されて、都察院の獄に下された。ほどなく釈放されたが、太子太保の位を剥奪され、工部に転じた。3月、吏部尚書の何文淵に弁護されて、戸部尚書の任にもどされた。金濂は上疏して引退を願い出たが、景泰帝に慰留された。4月、再び太子太保の位を加えられた。ほどなく軍匠の節減や仏僧・道士に供与する食事についてなど十事を上書した。1454年（景泰5年）2月、在官のまま死去した。享年は63。軍功により沭陽伯に追封された。諡は栄襄といった。
著書に『諸史会編』112巻があった。